# Temple of Hiphop
La Temple of Hiphop è un'associazione, fondata dal rapper KRS-One, che punta alla promozione dell'hip hop come cultura e movimento politico.

## Storia
Nel 1989 KRS-One pubblicò, insieme a molte altre star, una canzone che sarebbe poi diventata un leggendario inno di pace hip hop, "Self-Destruction". Le registrazioni coinvolsero alcuni dei più popolari rapper dell'epoca, tra cui MC Lyte, Just-Ice, Kool Moe Dee, Heavy D e Public Enemy. La canzone diffuse il motto "Stop the violence" e raccolse oltre 400.000 dollari per iniziative benefiche.
Due anni dopo, KRS-One e Professor Z organizzarono una campagna informativa globale hip hop, denominata H.E.A.L. - Human Education Against Lies ("Educazione umana contro le menzogne"). Essa consisteva in un consorzio di artisti incaricati a diffondere un messaggio: l'hip hop è molto di più che "just entertainment" (solo intrattenimento) e le sue capacità vanno oltre la diversità di razza, religione e classe sociale. La "H.E.A.L." pubblicò un album intitolato Civilization vs. Technology, realizzato con la partecipazione di Michael Stipe dei R.E.M., Billy Bragg, DMC, Ziggy Marley e moti altri. Il singolo "Heal Yourself" è stato realizzato da un gruppo composto da MC Lyte, Big Daddy Kane, Queen Latifah, Freddy Foxxx, Kid Capri, LL Cool J, DMC e Jam Master Jay.
Nel 1994 KRS-One e Harry Allen organizzarono un "Meeting of the Minds" (raduno delle menti) per discutere riguardo alla giusta archiviazione e documentazione dell'hip hop come cultura. Afrika Bambaataa e la Zulu Nation, Crazy Legs, Mr. Wiggles, Kool DJ Herc e Grand Wizard Theodore erano tra i partecipanti. Fu qui che i pionieri dell'hip hop proposero la direzione dell'hip hop come cultura internazionale e tesero le trame della storia dell'hip hop.
Ispirato dal successo dell'incontro, KRS-One ne organizzò altri, e in questo periodo commentò;
Nel 1996 KRS-One, con l'aiuto (tra i tanti) di Professor Z, Chuck D, Big Daddy Kane, Kool DJ Herc, Afrika Bambaataa, Fat Joe e Dave L fondò una società per la tutela della cultura hip hop, chiamata "Temple of Hiphop". Lo scopo dell'associazione era (e lo è ancora adesso) assistere alla costruzione di una comunità composta da persone pacifiche e prospere.
Per i "Temple Members" (i membri del "Tempio") l'hip hop è qualcosa di alternativo alla musica e all'intrattenimento, bensì un modo di essere, che sviluppa nella persona l'autostima e la conoscenza.
Nel 1997 la "Temple" organizzò il primo censimento dell'esistenza culturale hip hop. Più di 80.000 persone di tutto il mondo risposero a domande basi del tipo: "Che cos'è l'hip hop?" "Cosa possiamo fare per valorizzarlo?".

Dal 1998 viene annunciata, in occasione della terza settimana di maggio, la Hip Hop Appreciation Week (Settimana dell'apprezzamento hip hop). Il fine di questo evento è incoraggiare i DJ e gli MC ad istruire le persone circa la cultura Hip Hop, a scrivere più canzoni a base sociale come tema principale, e ad incentivare le varie stazioni radio a trasmettere più canzoni hip hop a tema sociale.
Il 16 maggio 2001 venne proclamata la "Dichiarazione hip hop di pace" presso le sedi delle Nazioni Unite a New York. Durante la stessa cerimonia, l'UNESCO e l'ONU riconoscono quella hip hop come cultura.
La dottrina generale della "Temple" prende spunto dalle parole di Afrika Bambaataa: pace, amore, unità e divertimento; essa consiste anche nell'includere tra gli elementi della cultura hip hop, oltre al rapping, al Djing, al breakin, al graffiti writing e al beatboxing, la moda, conoscenza e lingua di strada e l'intraprendenza.